# دابلین شرقی (جورجیا)
دابلین شرقی، جورجیا (به انگلیسی: East Dublin, Georgia) یک شهر در ایالات متحده آمریکا با جمعیت ۲٬۴۸۴ نفر است که در جورجیا واقع شده‌است.

## موقعیت جغرافیایی
موقعیت جغرافیایی شهرها و مناطق اطراف به شرح زیر است: